# 欣曼斯維爾 (紐約州)
欣曼斯維爾（英語：Hinmansville）是位於美國紐約州奧斯威戈縣的非建制地區。

## 歷史
欣曼斯維爾的郵局於1843年設立，其後於1908年停運。

## 地理
欣曼斯維爾所處的海拔為高於海平面115米（即377英呎），而該地所採用的時區為UTC-5，即北美东部时区（EST）。同時該地設有夏令時間，為UTC-5調快一小時，即UTC-4（EDT）。